# Fabien Dupuis
Fabien Dupuis est un acteur et dramaturge québécois, né en 1966.
Il est surtout connu pour son rôle de Chicoine dans la série Watatatow, du secrétaire Michel Boudreault dans Les Héritiers Duval, de Manou dans Scoop et de Hugo Lacasse dans Virginie.
En 2019, on lui décerne son premier prix Gémeaux pour son rôle dans l'Heure Bleue.

## Biographie
Fabien Dupuis est diplômé de l’École nationale de théâtre du Canada (promotion 1990).
En 1994, il est nommé pour le prix Gémeaux du meilleur acteur de soutien (catégorie dramatique) pour son rôle dans le téléfilm Un même sang réalisé par Michel Langlois.
Depuis 1990, il joue au théâtre, au cinéma et à la télévision. Beaucoup de téléspectateurs le découvre dans les années 1990 alors qu’il incarne le rôle d’Éric Chicoine dans le populaire téléroman jeunesse Watatatow. On l’a aussi vu dans Les Héritiers Duval, dans Scoop, Virginie (Radio-Canada), Livraison d'artiste (sept 2012), Rêve d'acteur (art tv sept.13), Les Pêcheurs (2016).
Il écrit son premier monologue Isabelle en novembre 2011 qu'il joue au Théâtre d'Aujourd'hui en 2012. Son spectacle tourne ensuite pendant deux ans, en région.
Il est présentement en écriture de sa deuxième pièce, Camil.
Le 15 septembre 2019, Fabien Dupuis remporte son premier prix Gémeaux pour son rôle de Gaétan Morneau dans l'Heure Bleue. Il était en nomination dans la catégorie meilleur rôle de soutien masculin dans une série dramatique annuelle.

## Filmographie
- 1976: Symphorien : Pierre Laperle (épisode Symphorien le surdoué)
- 1990 : Watatatow, série télévisée : Éric Chicoine
- 1990 : Les Filles de Caleb (série télévisée) : Arthur Veillette
- 1992 : Un même sang (téléfilm)
- 1993 : Soif de vivre
- 1993-1995 : Scoop : Manou
- 1993-1996 : Les Héritiers Duval :  Michel Boudreault
- 1996 : L'Oreille d'un sourd : Paolo
- 1998 : Une voix en or, série télévisée
- 2001 : Crème glacée, chocolat et autres consolations
- 2002-2010 : Virginie (série télévisée) : Hugo Lacasse
- 2004 : Ma vie en cinémascope : Gardien St-Michel
- 2006 : Tout sur moi : lui-même
- 2011 : Pour l'amour de Dieu : Lecteur dominicain
- 2014 : Les Pêcheurs : Beauchamp (épisode L'Intimidation)